# Amauris draedana
Amauris draedana är en fjärilsart som beskrevs av Stoneham 1958. Amauris draedana ingår i släktet Amauris och familjen praktfjärilar. Inga underarter finns listade i Catalogue of Life.